# Publius Martius Verus
Publius Martius Verus est un sénateur, général et homme politique romain du IIe siècle. Il joua un rôle important dans les provinces hellénophones de l'empire durant le règne de Marc Aurèle.

## Biographie
Les origines et les débuts de Martius Verus sont très mal connus. On a parfois avancé qu'il était originaire de Toulouse mais l'hypothèse est désormais le plus souvent rejetée,. Il n'apparait réellement dans nos sources qu'en tant que légat de légion lorsqu'il dirige la legio V Macedonica en Mésie inférieure au début des années 160. Avec son unité, il est appelé en Orient pour combattre lors de la guerre parthique de Lucius Verus et joue un rôle important, avec Avidius Cassius, dans la dernière partie de la guerre qui oppose l'Empire romain à l'empire parthe entre 161 et 166. Cela lui vaut de recevoir le consulat puis d'être nommé à la tête de la province de Cappadoce. Au cours d'un gouvernement particulièrement long il est chargé de surveiller le royaume voisin d'Arménie, dont le contrôle a été l'enjeu principal de la guerre. Son action est connue par l'intermédiaire du récit de Dion Cassius qui brosse un portrait plus qu'élogieux de Verus. Vers 172 il conforta le pouvoir chancelant de Sohaemus d'Arménie et renforça la garnison de Vagharchapat-Kainepolis (aujourd'hui Etchmiadzin).
Lorsqu'en 175 en Syrie, Avidius Cassius se proclame empereur, Martius Verus reste fidèle à Marc Aurèle et contribue à la déroute de l'usurpation et au retour à l'ordre des provinces orientales. Il y participe en dirigeant la province de Syrie de 175 à 177 au moins. Sa grande fidélité à la dynastie antonine est récompensée en 179 par l'exercice d'un prestigieux second consulat en tant que collègue de l'héritier du trône, le futur empereur Commode. Il fut peut-être élevé au rang de patricien et dut mourir avant la fin de 190. Son fils Publius Martius Sergius Saturninus fut consul ordinaire en 198.